# Led Zeppelin United Kingdom Tour 1970
Led Zeppelin United Kingdom Tour 1970 е концертно турне на английската рок група Лед Зепелин в Обединеното кралство от 7 януари до 17 февруари 1970 г.

## История
Турнето е познато най-вече с концерта в Роял Албърт Хол на 9 януари. От изнесените шоута в Лондон, според Джими Пейдж, това е най-престижното в историята на групата. Замисълът на Питър Грант е документиране на събитието на филмова лента. Стивън Дорфман и Питър Уайтхед осъществяват професионално проекта, който така и не се появява официално заради неподходящата скорост на записа. Все пак 40-минутна част от шоуто е подготвена за целта, но впоследствие е отхвърлена заради незадоволително качество. Видео бутлези в няколко варианта се появяват години по-късно, а през 2003 г. в Led Zeppelin DVD е включен и целия концерт, дигитално ремастериран. Две от песните I Can't Quit You Baby и We're Gonna Groove са част от издадения през 1982 г. Coda.
Концертът в Единбург на 7 февруари е отложен с 10 дни заради наранявания на Робърт Плант в автомобилен инцидент.
Всички дати освен една са без съпорт на групата, което в по-късните турнета се превръща в традиция.

## Сетлист
- We're Gonna Groove
- I Can't Quit You Baby
- Dazed and Confused
- Heartbreaker
- White Summer / Black Mountain Side
- Since I've Been Loving You
- Thank You
- What Is and What Should Never Be
- Moby Dick
- How Many More Times

Бисове (варират):
- Communication Breakdown
- Whole Lotta Love
- Bring It On Home
- Long Tall Sally
- C'mon Everybody / Something Else

## Концерти
| Дата                | Град      | Държава   | Място                                  |
| ------------------- | --------- | --------- | -------------------------------------- |
| 7 януари 1970 г.    | Бирмингам | Англия    | Birmingham Town Hall                   |
| 8 януари 1970 г.    | Бристъл   | Англия    | Colston Hall                           |
| 9 януари 1970 г.    | Лондон    | Англия    | Royal Albert Hall                      |
| 13 януари 1970 г.   | Портсмут  | Англия    | Guild Hall                             |
| 15 януари 1970 г.   | Нюкасъл   | Англия    | Newcastle City Hall                    |
| 16 януари 1970 г.   | Шефийлд   | Англия    | Sheffield City Hall                    |
| 24 януари 1970 г.   | Лийдс     | Англия    | Leeds University Refectory             |
| 17 февруари 1970 г. | Единбург  | Шотландия | Usher Hall (пренасрочен от 7 февруари) |